# Valle de Oca
Valle de Oca – gmina w Hiszpanii, w prowincji Burgos, w Kastylii i León, o powierzchni 38,47 km². W 2011 roku gmina liczyła 177 mieszkańców.